# Collectors Edition ’97
Collector's Edition '97 (Remix & Rewind) – kompilacyjny album House of  Krazees, na którym znalazły się remixy wcześniejszych kawałków HOK. 
Album został wydany tylko na kasecie, w trzech wersjach kolorystycznych: niebieskim, pomarańczowym oraz zielonym.

## Lista utworów
| # | Tytuł                  |
| - | ---------------------- |
| 1 | "Home Sweet Home"      |
| 2 | "Homebound"            |
| 3 | "FX"                   |
| 4 | "The Mask"             |
| 5 | "Outbreed"             |
| 6 | "Call It Wut You Want" |
| 7 | "The House"            |
| 8 | "Nosferatu"            |
| 9 | "Weakness"             |